# Xã Moral, Quận Shelby, Indiana
Xã Moral (tiếng Anh: Moral Township) là một xã thuộc quận Shelby, tiểu bang Indiana, Hoa Kỳ. Năm 2010, dân số của xã này là 4.577 người.